# Хесус Бермудез
Хесус Бермудез Торес (Оруро, 24. јануар 1902. — 3. јануар 1945) био је боливијски фудбалски голман, који је играо на ФИФА-ином светском купу 1930. године. У две утакмице примио је осам голова.

## Клупска каријера
Играо је за Оруро Ројал, чији стадион носи име по њему.

## Лични живот
Његова супруга Алисија Тобар Лоајза (15. септембра 1904 — 19. августа 2015) умрла је у 110. години.